# ایگایهو دیبابا
ایگایهو دیبابا (انگلیسی: Ejegayehu Dibaba؛ زادهٔ ۲۱ مارس ۱۹۸۲) دونده دو استقامت، و ورزشکار دو و میدانی اهل اتیوپی است.